# 2009년 한국바둑리그
2009년 한국바둑리그는 2009년 5월 21일부터 12월 6일까지 열린 한국바둑리그의 여섯번째 시즌이다. 국민은행이 대회 후원을 했으며 영남일보가 우승하여 리그 3연패를 달성하였다.

## 선수단
(선수는 지명 순으로 나열)
| 팀          | 연고지          | 감독   | 선수                                                |
| ----------- | --------------- | ------ | --------------------------------------------------- |
| 신안 천일염 | 전라남도 신안군 | 이홍열 | 강동윤 · 박정상 · 이원도 · 이정우 · 이태현 · 안형준 |
| 영남일보    | 대구광역시      | 최규병 | 박영훈 · 강유택 · 김지석 · 김형우 · 염정훈 · 유창혁 |
| 바투        | 인천광역시      | 김영환 | 원성진 · 허영호 · 백홍석 · 박승화 · 윤성현 · 김승재 |
| 티브로드    | 이북 5도        | 서봉수 | 목진석 · 조한승 · 안조영 · 류동완 · 김현섭 · 최명훈 |
| 하이트진로  | 서울특별시      | 강훈   | 최철한 · 한상훈 · 조훈현 · 이춘규 · 진동규 · 안성준 |
| 한게임      | 경기도          | 차민수 | 윤준상 · 이영구 · 홍성지 · 김주호 · 김미리 · 한웅규 |
| KIXX        | 광주광역시      | 양재호 | 이창호 · 박정환 · 홍민표 · 박시열 · 강창배 · 고근태 |

## 리그 순위
| 순위 | 팀          | 경기 | 승 | 패 | 승수 |
| ---- | ----------- | ---- | -- | -- | ---- |
| 1    | 영남일보    | 12   | 8  | 4  | 32   |
| 2    | 바투        | 12   | 8  | 4  | 32   |
| 3    | KIXX        | 12   | 7  | 5  | 28   |
| 4    | 한게임      | 12   | 6  | 6  | 34   |
| 5    | 신안 천일염 | 12   | 5  | 7  | 32   |
| 6    | 하이트진로  | 12   | 4  | 8  | 26   |
| 7    | 티브로드    | 12   | 4  | 8  | 26   |

## 포스트시즌
| 1            | 영남일보 | 2승 1패 (승수 7) - 한게임   |
| 우승         |          |                             |
| 2            | 한게임   | 1승 2패 (승수 6) - 영남일보 |
| 준우승       |          |                             |
| 3            | 바투     | 1승 3패 - 한게임            |
| 플레이오프   |          |                             |
| 4            | KIXX     | 2승 3패 - 한게임            |
| 준플레이오프 |          |                             |